# Viga Vierendeel
La viga Vierendeel es una viga con forma de celosía ortogonal inventada y patentada por Jules Arthur Vierendeel al que le debe su nombre. Es una estructura de entramado denominadas como de transición, pues permite salvar grandes luces (de 6 a 27 metros dependiendo de la distancia entre verticales). Se emplea en la construcción de puentes (puente Vierendeel) y en el de vigas especiales que deben cruzar grandes vanos en edificios. Suele emplearse en materiales como metal, hormigón o incluso madera (rara ocasión). Se suele colocar como elemento estructural en forma de dintel. 
|                                       |
| Un tramo de viga aplicado a un puente |

|                                      |
| La disposición de la viga Vierendeel |

|                                                                |
| Un ejemplo de puente Vierendeel que emplea este tipo de vigas. |

## Características
La viga está formada por una serie de cordones horizontales y barras verticales rígidas, a modo de celosía ortogonal, que conecta los cordones superiores con los inferiores sin barras diagonales. Es pues una viga con estructura interna de celosía en forma de rectángulo. Esta característica hace que se denomine también como: viga de tirantes verticales sin entramado triangular. Suelen emplearse en la construcción de esta viga secciones en I o  en H. La viga Vierendeel se diferencia de las vigas de alma llena y de la viga reticulada, por la forma de absorber los esfuerzos de corte. La patente se presentó el 29 de mayo de 1897.